# Diplothyron fuscus
Diplothyron fuscus là một loài nhện trong họ Linyphiidae. Loài này được phát hiện ở Venezuela.